# Pat Austin (Rose)
Die Rosensorte Pat Austin, syn. 'AUSmum' ist eine leuchtend kupferorange gefärbte, intensiv duftende Englische Rose, die von David Austin 1995 eingeführt wurde. Sie ist ein Abkömmling von Graham Thomas und Abraham Darby und wurde nach David Austins Frau Pat benannt.

## Beschreibung
Die schalenförmigen, gefüllten Blüten duften teerosenartig und sind auf der Innenseite leuchtend kupferorange gefärbt, während die Außenseite durch eine gelborangene Farbnuance charakterisiert ist. Die Staubgefäße der Rose sind kräftig rot gefärbt. Später verblassen die Farben zu Rosa, Crème und Blassgelb.
Die etwa 10 bis 12 cm großen Blüten treten in kleinen, langstieligen Büscheln an bogig überhängenden Zweigen auf. Sie sind aufgrund ihrer lockeren Füllung jedoch anfällig gegen Regen. Charakteristisches Merkmal der Rose sind die dunkelgrünen, glänzenden Blätter, die einen starken Kontrast zu der orangefarbenen Blütenfarbe bilden.
Pat Austin bildet einen buschigen Strauch mit überhängenden Trieben aus. In mitteleuropäischen Breiten wird die Rose etwa 1,20 m hoch und kann als Hochstamm gezüchtet werden.
Die remontierende Strauchrose ist winterhart.
Die Strauchrose eignet sich zur Bepflanzung von Bauerngärten, formalen Gärten sowie Blumenrabatten und ist in vielen Rosarien vertreten.